# Fonimagoodhoo
Fonimagoodhoo är en ö i Baa atoll i Maldiverna.  Den ligger i den norra delen av landet, 130 km nordväst om huvudstaden Malé. På ön finns en turistanläggning, men ingen fastboende befolkning, varför ön officiellt räknas som obebodd. 